# Robert Moog
El Dr. Robert A. Moog (23 de maig de 1934, Nova York - 21 d'agost de 2005, Asheville Carolina del Nord) (pronunciat /moːɡ/ i no /muːɡ/) fou un enginyer tècnic en electrònica estatunidenc. És famós per crear, juntament amb Wendy Carlos i altres persones, la versió pràctica del sintetitzador que duu el seu nom, instrument musical electrònic amb què es pot crear una gamma gairebé infinita de sons.
En l'edició del mes de març de 1974 de la revista "Popular Mechanics" (Mecànica Popular) s'explica que és possible crear més de set milions de sons diferents i que, per reproduir-los tots, un humà hauria de viure 210 anys.

## Biografia

### Infantesa i adolescència
Nascut a Nova York, de petit va estudiar piano seguint els desitjos de la seva mare. No obstant això mai no va pensar a dedicar-se a la música, i va preferir seguir els passos del seu pare, George Moog, enginyer elèctric en la companyia Edison. El nen va mostrar interès per l'electrònica i, des dels deu anys, el seu hobby era construir instruments musicals electrònics. De fet, als 15 anys, l'any 1949, va veure un article en una revista sobre com construir un Theremin i animat pel seu pare, en Bob el va construir. A partir de llavors, sempre amb l'experta ajuda del seu pare, Bob es va dedicar a construir Theremins, que després venia. Anys després, el 1954, va establir la seva pròpia companyia, la R.A. Moog Co. per a la fabricació i comercialització de Theremins, que es distribuïen sota la fórmula de "Do it yourself" (fes-ho tu mateix). S'enviaven les peces juntament amb el seu manual de muntatge. El preu de la unitat era de 50 dòlars. Aquest negoci, va permetre a Bob i al seu pare, amb qui estava associat, aconseguir una petita fortuna.
Encara que, durant gairebé deu anys, Bob es va dedicar exclusivament a fabricar Theremins, va continuar els seus estudis, mentre tocava el piano en un quartet de música de ball. Pel que fa a la seva formació, Bob va estudiar el batxillerat a l'Escola de Ciències del Bronx, física al Queens College, després enginyeria elèctrica a la Universitat de Colúmbia i, finalment, un doctorat en enginyeria física a la Universitat Cornell el 1965.
Quan tenia 30 anys, mentre concloïa el seu doctorat a Cornell, va conèixer Raymond Scott, un prestigiós pianista, conegut per ser el compositor de les melodies de molts dels dibuixos animats de la Warner. Ambdós compartien el seu interès pels instruments musicals i Scott en va mostrar a Moog un d'inventat per ell, l'electronium, que era capaç de generar melodies de forma aleatòria. Aquell instrument va posar Bob rere la pista de la sintetització de so.

### Etapa experimental: el Sintetitzador Moog
El Moog, tot i que era conegut anteriorment per la comunitat educativa i musical, va ser presentat en societat a la tardor de 1964, quan Bob va fer una demostració durant la Convenció de l'Audio Engineering Society (AES) celebrada a Los Angeles. En aquesta convenció, Moog va tenir força èxit, i ja va rebre les seves primeres comandes fet que li permeté de començar a fabricar-lo a gran escala, i el negoci va prosperar.
La companyia Moog Music va créixer de forma espectacular durant els primers anys, fent-se més coneguda quan, el 1968, Walter Carlos va gravar i editar l'àlbum Switched on Bach. Més tard adaptà, entre d'altres, Beethoven i Rossini al sintetitzador per a la banda sonora original de la pel·lícula La taronja mecànica. Carlos havia col·laborat al disseny del sintetitzador ja des del punt de vista del seu interès a usar-lo per a compondre i generar música destinada al gran públic.
Bob va dissenyar i va comercialitzar nous models, com el Minimoog la primera versió portàtil del Moog Modular, el Moog Taurus (teclat de pedals d'una octava d'extensió, amb transposició per a baixos i aguts), el PolyMoog (primer model 100% polifònic), el MemoryMoog (polifònic, equivalia a sis MiniMoog's en un), el MinitMoog, el Moog Sanctuary, etc.
Moog establí també la interfície per al control per dos botons rotatius de la interfície d'un sintetitzador amb una separació logarítmica de to «1-volt-per-octava» i un senyal separat posant en marxa la pulsació. Un altre sintetitzador àmpliament utilitzat va ser el Taurus, de pedals, disponible el 1974, del qual la producció acabà el 1981.
En el seu apogeu, el 1971, la fàbrica Moog donava feina a 42 persones i disposava de més de vint-i-cinc models al seu catàleg. Moog però, no va saber gestionar bé la seva empresa i aquesta va passar de tenir llistes d'espera de nou mesos a no rebre ni una sola comanda. Aclaparat pels deutes, va perdre el control de l'empresa, que va ser adquirida per un inversor (la companyia Norlin Music), encara que va continuar dissenyant instruments musicals per a ell fins al 1977, quan va abandonar Moog Music i es va mudar a un petit poblat als Apalatxes. Sense Bob, la Moog Music es va enfonsar poc després.

### Big Briar
Bob, no es va donar per vençut i, a l'any següent, el 1978 va fundar la seva segona companyia, la Big Briar, especialitzada en la fabricació d'instruments a mida i caixes d'efectes de so. Compaginava aquest nou negoci amb l'ensenyament. Va ser contractat com a professor per a la Investigació musical a la Universitat de Carolina del Nord a Chapel Hill, ubicada a Asheville. Per aquest treball es va instal·lar a la ciutat i com a professor va començar a donar conferències a tot el món, sent molt sol·licitat per la seva gran aportació a la música electrònica.

### Retorn a Moog
El 2002, va tornar a treballar de temps complet com a investigador per a la Moog Music, marca que va poder recuperar després d'una batalla legal i, el 2003, va començar a produir una nova versió del Minimoog anomenada MiniMoog Voyager. Tanmateix, va continuar tenint problemes legals per usar la marca Moog al Regne Unit, i per exemple, els theremines "Etherwave Pro" comercialitzats a Anglaterra no tenien el logotip "moog" imprès a la carcassa de l'instrument. Entre els seus clients en aquesta segona etapa figuraven grups tan emblemàtics com Pearl Jam i Maroon 5.
Bob Moog va morir a la seva casa d'Asheville (Carolina del Nord) d'un tumor cerebral el 21 d'agost de 2005, quatre mesos després que li fos diagnosticat un glioblastoma, un incurable tipus de càncer, a causa de la seva agressivitat. L'endemà, 22 d'agost de 2005, mitjans d'abast mundial com la British Broadcasting Corporation (BBC) van fer pública la notícia del seu òbit.
La seva família ha establert en la seva memòria el Fons Commemoratiu Bob Moog, dedicat a l'Avanç de la Música Electrònica.

## Llegat
L'aportació de Moog i el seu sintetitzador a la música és incalculable. Alguns dels molts gèneres musicals en els quals es va utilitzar el seu invent van ser el rock (progressiu, psicodèlic, la new wave, el metal, hard rock i el glam). També ha estat usat per alguns artistes clàssics, a més d'en tots els subgèneres de l'electropop i la música electrònica en general.
Els Beatles, els Moody Blues, Emerson, Lake and Palmer, Yes, Edgar Winter, o Jean-Michel Jarre, es troben entre els qui introduïren als seus discos i en escena les ondulacions característiques del sintetitzador Moog, del qual un model, el Minimoog, d'una mida i d'una facilitat d'ús revolucionaris amb el seu teclat de 44 tecles esdevingué la norma del rock progressiu des del començament dels anys 1970. El jazz, amb Herbie Hancock i Chick Corea, i el funk, amb el Funkadelic de George Clinton, així com Frank Zappa i George Duke, no es quedaren enrere.
D'altra banda, els seus més de 50 anys dedicats a la fabricació de theremins ha valgut perquè aquest màgic instrument tingui actualment un clar ressorgiment i més intèrprets vius i en actiu que mai abans en la història.
La companyia Moog Music segueix fabricant els sintetitzadors que els van portar a la fama, i fins i tot, actualment en distribueix en forma d'aplicació per a iPhone i iPad.
El 23 de maig de 2012, Google commemorà el 78è aniversari del naixement de Robert Moog amb un doodle dedicat a ell.

## Premis
- Va rebre el premi Polar Music de la Reial Acadèmia de la Música de Suècia, considerat com el Nobel de la Música. Aquest guardó li va ser lliurat pel Rei Carles XVI Gustau de Suècia, durant una cerimònia a Estocolm.
- També va ser guardonat el 2002 amb el Grammy tècnic per les seves innovacions tècniques i creatives.